# Mäeotsa (Elva)
Mäeotsa est une localité de la commune d'Elva, en Estonie.
Au 31 décembre 2011, il compte 54 habitants.